# 金九

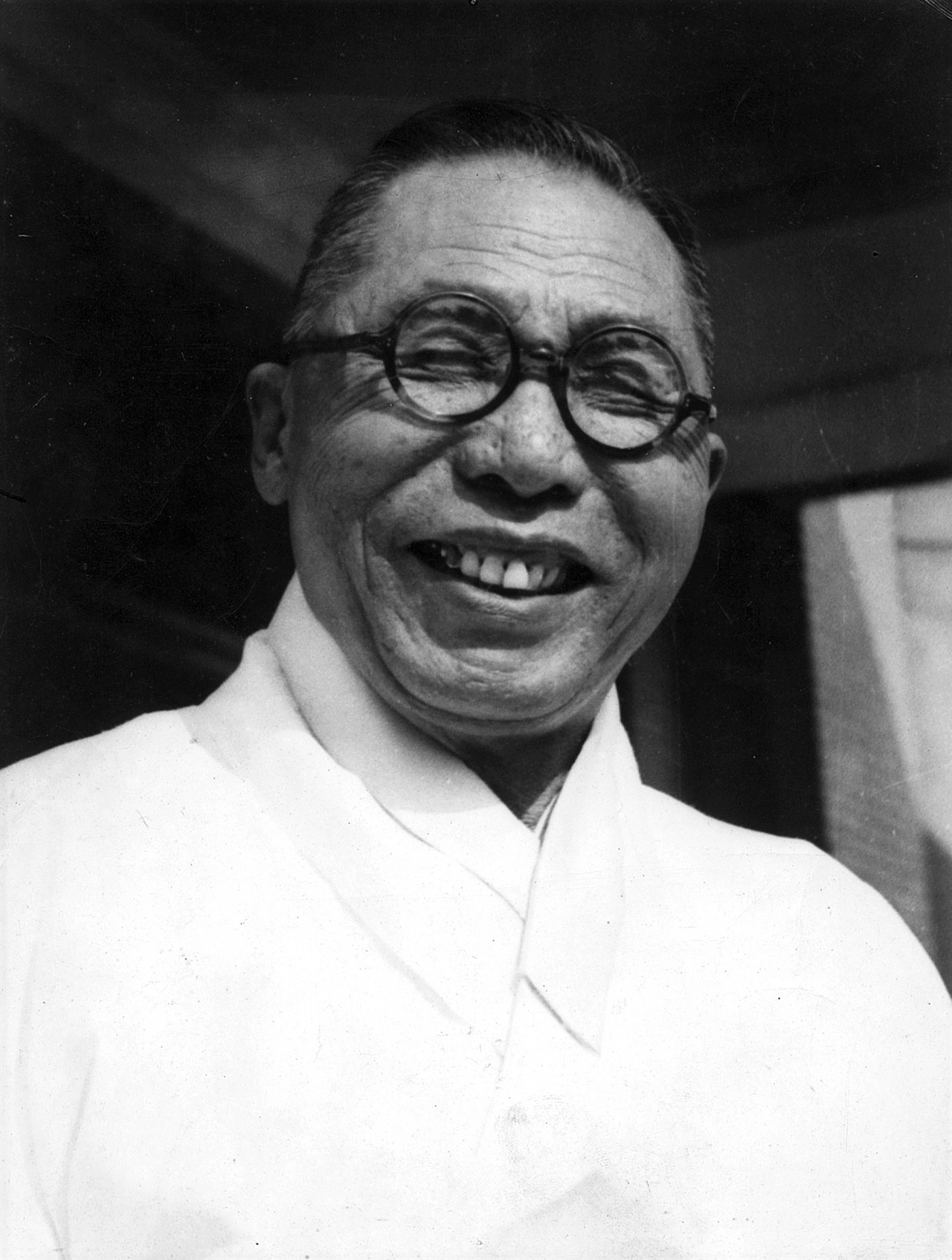
1949年ごろ

金 九（日本語読み: きん きゅう、朝鮮語読み: キム・グ、김구、1876年8月29日（陰暦7月11日） - 1949年6月26日）は、朝鮮独立運動家。韓国独立党や韓人愛国団を率い大韓民国臨時政府主席を務め、1962年、建国勲章大韓民国勲章を追叙された。
本名は金昌洙（김창수、キム・チャンス）、改名して金亀のちに金九（김구、キム・グ）、幼名は昌巖（창암、チャンアム）、字は蓮上（연상、ヨンサン）、号は蓮下（연하、ヨンハまたはヨナ）のちに白凡（백범、ペクポム）、法名は円宗（원종、ウォンジョン）、還俗して斗来（두래、トゥレ）。本貫は、安東金氏。洗礼名ペトロを持つカトリック教徒でもある。
1919年以来、上海で臨時政府に参加し、大韓民国臨時政府の警察本部長、内務大臣、大統領代理、国務領（大統領）などを務めた。1924年、満州の朴喜光と通じ親日派暗殺、主要公館破壊などを指揮し、韓人愛国団を組織して李奉昌の桜田門事件、尹奉吉の上海天長節爆弾事件を指示した。1940年から1947年まで大韓民国臨時政府の主席であったが、南朝鮮単独選挙実施を巡って李承晩と対立し、1949年6月26日に暗殺された。
次男の金信は韓国空軍中将として参謀総長を務めた。

## 生涯
- 1876年 - 黄海道海州に生まれる。先祖は朝鮮時代早期の左議政金士衡である[5]:48。
- 1896年 - 鴟河浦事件。食事を注文した時に女給が自分より先に食膳を与えるのを見て憤慨したのが真相ともいう[6]が、閔妃殺害にはなんら関係がない日本人の土田譲亮を、後の本人の言によれば、土田が朝鮮人のふりをしていたことから閔妃殺害の仲間か同類の輩と考え、日帝・日本人への懲罰として殺害したという。仁川領事館の報告書では、土田は「長崎県出身の庶民」であり、「出張中の長崎商人の従業員」と記されていたとされる。しかし、金九は自叙伝の中で、土田は刀を隠しており、日本陸軍中尉であることを示す身分証明書を持っていたと主張している。殺害後金品を奪って逃走、捕縛され、強盗殺人犯として死刑判決を受けた。後に特赦により減刑され、さらにのち、脱獄する[7][8]。
- 1899年 - 黄海道各地に学校設立運動などを行う。
- 1919年
  - 3月 - 三・一独立運動が失敗に終わる。
  - 4月 - 上海に亡命し大韓民国臨時政府の設立に参加、第3、4期臨時政府で国務領（内務大臣）を務める。なお、第1、2期臨時政府大統領は李承晩だった。
- 1921年 - ソ連の政治資金が臨時政府に上納されていないという理由で、青年たちに韓国人の共産主義者たちの暗殺を指示する。
- 1922年10月 - 上海で呂運亨、李裕弼、孫貞道などと一緒に韓国労労兵会を組織する。
- 1922年11月 - 金九が刺客として放った呉冕稙と盧鍾均により韓国人の共産主義者・金立（朝鮮語版）が上海で狙撃殺害される。
- 1930年 - 韓国独立党結党。
- 1931年10月 - 韓人愛国団を組織する。
- 1932年 - 韓人愛国団の李奉昌が昭和天皇暗殺を狙った桜田門事件、尹奉吉による上海天長節爆弾事件などのテロを指令する。
- 1940年 - 重慶に脱出し、大韓民国臨時政府主席に就任、韓国光復軍を組織して蔣介石の中国国民党政府の元で抗日活動を行う。
- 1941年12月9日 - 大韓民国臨時政府主席金九と、外務部長趙素昻の署名で対日宣戦布告[9]。しかし布告文書は日本政府に通達されず連合国にも無視された。主として武装闘争・本国工作活動によって独立を目指した。
- 1945年軍政庁にて。右はホッジ司令官、左は李承晩（1945年11月）

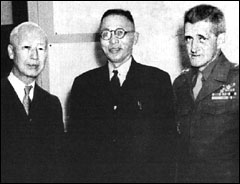
軍政庁にて。右はホッジ司令官、左は李承晩（1945年11月）

  - 11月 - 「臨時政府主席」の身分での帰国を要望したが、臨時政府の正統性を認められず一般人の身分で朝鮮半島南部に戻ることを選ぶ[10]。
  - 12月 - 信託統治反対国民総動員中央委員会を組織し、信託統治反対運動を主導する。
  - 12月31日 - 信託統治反対暴力デモによりアメリカ軍政庁に召喚され、同日、前日の韓民党の党首・宋鎮禹暗殺の容疑で軍司令官に再召喚される。
- 1946年2月8日 - 李承晩率いる独立促成中央協議会と統合し、大韓独立促成国民会を結成、副総裁に就任。
- 1947年12月 - 韓民党の党首・張徳秀を暗殺した疑いで米軍の法廷に召喚される。
- 1948年
  - 3月8日 - 南北交渉を要請する書簡を北朝鮮に発送する[11]。
  - 3月12日 - 金奎植、金昌淑、趙素昻とともに南朝鮮の単独総選挙反対声明を発表[12]。
- 1949年
  - 6月 - 自宅で安斗煕によって暗殺される。
  - 7月 - 国民葬

### 戦後から暗殺まで
1945年に日本が降伏（光復）した後、日本領朝鮮を占領した連合国（アメリカ・ソ連）は軍政を敷き、大韓民国臨時政府を朝鮮の正式な亡命政府として承認しなかった。11月に臨時政府代表として朝鮮半島に来た金はアメリカ政府からはオランダなどの臨時政府のように正統な臨時政府と認められず、一般人として入国するか拒否を選ぶことになり、一般の在外朝鮮人の身分で朝鮮半島に戻ることになった。そのため、臨時政府最後の指導者であった金九が独立した大韓民国の初代大統領になることはなかったが、独立運動の実績からアメリカ軍軍政庁統治下の南朝鮮において有力な政治家の一人であり続けた。

冷戦激化の影響から朝鮮はソ連占領下の北朝鮮とアメリカ占領下の南朝鮮とで分裂が深まり、アメリカ政府は自国軍の軍政下にある南朝鮮だけで独立政府を樹立する方針で動き始めた。そのような中、アメリカ軍軍政庁は南朝鮮単独で国会議員の選出総選挙を準備し始めるが、金九は南朝鮮だけでの単独選挙実施に反対し、あくまで南北統一を進めるべきという立場から活動した。この活動は北側主導の統一を企図する金日成の北朝鮮人民委員会側からも歓迎されず、また反共姿勢を優先する李承晩らとの確執を深め、李承晩の最大の政敵とみなされた。突然の北朝鮮侵略で始まる朝鮮戦争まで、李承晩は韓国で最大権力と国民からの支持を謳歌していた。韓国国内で自身の主張が多数派ではないと理解した金は北朝鮮訪問までしたが、あくまで韓国を潰した形での朝鮮半島統一国家を望む金日成から自身の提案を拒絶され、南北双方に拒否されたことによる失意で政治活動から引退した。ところが隠居していた1949年6月、金は面会と称してソウル郊外の自宅を訪れた33歳の韓国陸軍砲兵少尉（当時）だった安斗煕（アン・ドゥフィ）に短銃で射殺された。安は極右・反共団体の西北青年会の元会員で、思想的には李承晩に近しい人物であった。
安は現場で逮捕され無期懲役の判決を受けるが、1年後には特赦されて韓国軍に復帰し李承晩の庇護のもと中領（中佐）にまで昇進した。1992年、金九の暗殺は李承晩の部下の金昌龍の指示であったとする証言を出版したが、1996年、金九に私淑する朴琦緖によって自宅で殺害された。2001年9月には韓国で安が駐韓アメリカ軍防諜隊 (CIC) 要員であったという報道がなされた。

## 評価

### 肯定的評価
抗日独立活動が長期に渡ったことや右翼でありながら反共よりも統一志向に基づく活動をつづけたことに加えて、独立後早くに暗殺されたことも関係してか、南北朝鮮・左右両翼から比較的尊敬されている人物として稀有な存在となっている。韓国のソウルには金九の業績を讃える白凡金九記念館が存在する。
盧武鉉も尊敬する人物として金九のことをリンカーンとともに挙げている。より正確には初期はキム・グだったが、解放以後政治的に成功（大統領）できなかったので、以後政治的ロールモデルをリンカーンに変えた。
1999年、自自公連立政権の自由党党首の小沢一郎が金九の墓を訪れ祈りを奉げている。
2020年韓国国会で開かれた統一部長官聴聞会でイ・インヨン候補は「韓国の国父は金九先生だと思う」と答えた。
2020年8月16日に大学生2070人を対象に実施した「韓国の大学生が尊敬する歴史上の人物アンケート」の上位10人のなかに、金九がランクインしている。室谷克実は、日本でアンケートをとれば「国の功労者」が上位を占めるが、韓国の大学生の3割が、安重根、金九、尹奉吉の3人のテロリストを尊敬しているという事実に対して、韓国を「恐ろしい国」だと述べている。

### 否定的評価
韓国の右翼論客であり、軍事評論家の予備役大佐である池萬元社会発展システム研究所長は「金九は現代版に解釈すればウサマ・ビンラディンのような人間。国を経営できる人間ではない。実力が足りないながらも李承晩に嫉妬した人間」と評論している。2004年7月27日、ジャーナリストの金完燮も「偏狭な儒教思想に凝り固まった無知蒙昧な人物」「金九については生まれつきの殺人鬼だと思わずにはいられない」と評論して、ソウル高等検察庁に起訴された。

## 金九による殺人事件に関する議論

### 金立殺害と風評に関する疑惑
1922年初頭、上海臨時政府は「レーニンが送った独立運動の資金を流用した」と金立を糾弾した。金九の配下の呉冕稙、盧鍾均が1922年2月11日に、上海で金立を射殺した。
金九は著書『白凡逸志』の中で、金立がレーニンから支給された金で、北間島にいる自分の家族のために土地を購入し、共産主義者だという韓国人、中国人、インド人にいくらかずつ支給した。そうして自分は上海に密かに潜伏して広東の女を妾にして享楽に耽っていたと主張した。
韓国外国語大学の韓国史学教授である潘炳律の研究によると、金立が横領を行ったという話は事実とは言い難く、政敵の間に流布した風評だった。レーニン政府の望み通り、金立とその同志たちは三度に渡って数万ルーブルの資金を韓人社会党に苦労して運搬し、韓・中・日左派革命家たちの事業費として使うようにしたが、その資金が金九ら臨時政府の右派指導者の手に入らなかったことが禍根を残したという。
ノルウェーのオスロ大学韓国学教授である朴露子は、これに対して「同族テロ」と批判した。朴によると、この暗殺を“正当な報復”として主張した『白凡逸志』の権威が絶対的であったために、これまで金立が相応の対価を受けたという通説が疑われた事はほとんどなかったという。金九の著述の中で金立が享楽に耽ったという根拠も示されておらず、これらも風評ではないかという反論がある。

### 日本人殺害事件（鴟河浦事件）に関する疑惑
金九は著書『白凡逸志』の中で、土田讓亮を日本軍の士官と記述したが、土田は民間人ではないかという疑惑が提起され続けてきた。当時の日本や朝鮮の記録でも土田讓亮が軍人であるとは示されていない。
2003年11月末に金完燮は、ソウル市汝矣島の国会議事堂を訪問し、国会過去真相究明特別委員会の公聴会で「金九先生は閔妃の敵を討つために罪のない日本人を殺害した後、中国に逃走した朝鮮王朝の忠犬」という内容の文書を配布した。文書を受け取った一部の国会議員と市民は、その場で彼に非難を浴びせ、検察に行って金完燮を告訴した。
2004年7月に検察は控訴状で「金九先生が1896年10月に黄海道安岳郡鵄河浦港で殺害した“土田”は、当時、朝鮮人に偽装した日本軍であるという事実が明らかになり、金九先生が土田を処断した後に逮捕され死刑判決まで受け、1919年に中国に亡命した件を、まるで逃走したかのように（金完燮は）虚偽をでっち上げた」と述べた。ソウル高等検察庁の鄭現太検事は、7月27日に金九の名誉を毀損した疑い（死者名誉毀損）で金完燮を在宅起訴したと発表した。また、ソウル高検は「金九が罪のない日本人を殺害した」と主張した文書を配布したとして、金完燮を虚偽事実流布罪による名誉毀損で職権起訴している。鄭現太検事は、金完燮の起訴は国史編纂委員会と国家報勲処資料を綿密に検討してから下した決定だったと話している。
1997年、昌原大学史学科教授である都珍淳は、日本外務省の資料から、土田讓亮は鷄林奨業団所属の商人だったと主張した。しかし、土田が鷄林奨業団所属であったという直接的な証拠がない上に、鷄林奨業団が土田が殺害された1896年5月に組織された事から時系列的に辻褄が合わず、この説は根拠に乏しかった。都珍淳も後に自ら主張を撤回している。
韓国の記者であり元国会議員である孫世一は、著書『李承晩と金九 新版』の中で、土田という名の日本人は対馬出身の民間人に過ぎなかったという意見を表明した。

### その他
金九は金性洙の暗殺を計画して失敗しており、この件を米軍諜報機関に入手された。

## 肖像

### 紙幣
韓国銀行は2007年12月に2009年から流通を開始する10万ウォン紙幣（最高額面）に、表に金九の肖像と1945年11月3日に大韓民国臨時政府の要人らと中華民国の重慶で撮影した記念写真などを配したデザインを採用すると発表した。しかし2009年1月に発行計画は中止された。これは従来の10倍となる最高額紙幣を発行することに批判があったこともあるが、デザインにあった大東輿地図の木版にはない竹島（韓国名・独島）を竹島が入っている筆写版と掛接ぎて入れていたこと、何よりも金九が南北統一政府の樹立を主張していたことから、保守系の李明博政権が問題視し、見送られたとの指摘もある。

### 切手
韓国の普通切手のデザインとして1986年に450ウォン切手、1988年に550ウォン切手に肖像が登場しているほか、2001年発行の千年紀シリーズ第10集にて独立運動指導者として登場した。また、1993年には北朝鮮の「祖国統一賞受賞者」の6種の記念切手に金九の肖像が登場している。

## 著書
- 『白凡逸志』（梶村秀樹訳、平凡社、1973年。ISBN 4256802347）
- 『屠倭實記』（日本政府と朝鮮総督府の高官テロ報告書、1932年 上海刊）